# Tupaia palawanensis moellendorffi
Tupaia palawanensis moellendorffi is een zoogdier uit de familie van de echte toepaja's (Tupaiidae). De wetenschappelijke naam van de ondersoort werd voor het eerst geldig gepubliceerd door Paul Matschie in 1898.

## Verspreiding
Deze ondersoort komt voor op de eilanden Busuanga, Culion en Cuyo in de Filipijnen. De soort werd voorheen opgevat als een aparte soort, maar uit onderzoek bleek het een ondersoort van de Palawantoepaja (T. palawanensis).